# Megachile nigripes
Megachile nigripes är en biart som beskrevs av Maximilian Spinola 1838. Megachile nigripes ingår i släktet tapetserarbin, och familjen buksamlarbin. Inga underarter finns listade i Catalogue of Life.